# Abadia Nossa Senhora Mãe do Divino Pastor
A Abadia Nossa Senhora Mãe do Divino Pastor (lat. Abbatia B.M.V. Divini Pastoris Matris) é um mosteiro da Sagrada Ordem Cisterciense (O. Cist.) e que faz parte da Congregação Brasileira dos Cistercienses, localizado na zona rural da cidade de Mundo Novo, Estado da Bahia. É um dos cinco mosteiros Cistercienses masculinos do país. Faz parte da linhagem da Abadia de Morimond, uma das quatro primeiras fundações filhas da Abadia principal de Cister.

## Etimologia

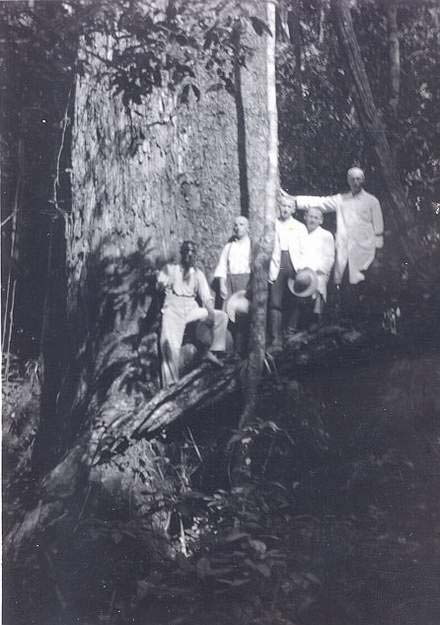
Jequitibá mãe. Antiga árvore que deu nome à Região e que foi atingida por um raio

A história de Jequitibá se origina em relação a uma grande árvore de mesmo nome, que estava situada na mata, próxima à antiga fonte nascente que, infelizmente, em 1983 foi fulminada por um raio.
Jequitibá é uma árvore com troncos grandes, tanto em comprimento como em diâmetro, da família das lecitidáceas. Suas folhas apresentam tom avermelhado na primavera e suas flores são claras ou vermelhas. Figura na relação das maiores árvores da Mata Atlântica.
A palavra "jequitibá" é originária do termo Tupi Guarani yekïti'bá e que pode significar “gigante da floresta” ou, segundo Clóvis Chiaradia, "jequi-ti" = o covo pontuado; "ibá" = fruto.

## Introdução

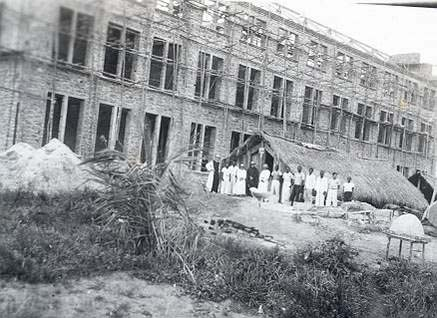
Construção da primeira ala do Mosteiro de Jequitibá

A Abadia de Jequitibá foi fundada no dia 18 de agosto de 1939 por monges austríacos, provenientes da Abadia de Schlierbach, que desejavam iniciar uma fundação missionária nas terras de missão do Novo Mundo, outro fator que colaborou foi a perseguição pelo regime nazista.
O abade D. Aloísio Wiesinger, de Schlierbach, ameaçado pelos nacional-socialistas, trabalhou como missionário em Jequitibá de 1939 a 1946. O mosteiro, erigido inicialmente como Priorado, foi elevado à Abadia Independente em 1950. O primeiro abade foi D. Antonio Moser, que chefiou o mosteiro por 46 anos (1950 – 1996). Para ele, a sua missão era proporcionar algum trabalho profissional às pessoas da região (escola de artesanato, oficinas de treinamento, dentre outros), além de educação e catequese.
A área onde está implantado o Mosteiro foi doada por um casal muito piedoso, o Coronel Plínio Tude de Souza e Dona Isabel Fernandes Tude de Souza que, não tendo filhos, instituíram por testamento a Fundação Divina Pastora, com o objetivo de beneficiar a população sertaneja.

## História

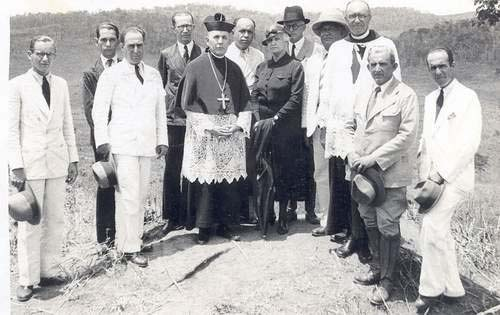
Bênção e lançamento da Pedra Fundamental da construção do Mosteiro

Desde 1936 o então abade de Schlierbach, Dom Aloísio Wiesinger, pensava numa fundação missionária, como resposta ao Capítulo Geral da Ordem em 1925. Schlierbach, então, aceitou o novo programa missionário proposto pelo papa Pio XI de expandirem suas missões para fora da Europa.
O Capítulo de 1925 apoiou sem reservas o programa de missões exteriores em grande escala propiciado pelo Papa Pio XI, e buscou também como uma comunidade monástica poderia realizar atividade missionária sem sacrificar suas características básicas. (...) Esta difícil tarefa encontrou um promotor diligente o abade Aloísio Wiesinger de Schlierbach, cujo mosteiro se converteu de imediato ao centro do movimento. O abade informou no Capítulo Geral extraordinário de 1927 sobre o resultado de suas pesquisas, relacionadas com a América do Norte e do Sul, e o trabalho começou de imediato.
Certo dia, estando em Salvador/BA, para resolver algumas questões, os Padres Alfredo, Adolfo e Berchmans – vindos de Schlierbach a pedido de Dom Hugo Bressane de Araújo (primeiro Bispo de Senhor do Bonfim/BA) para tomar posse da Paróquia de Jacobina –, foram reconhecidos pela Sr.ª Dona Isabel Fernandes Tude de Souza por causa do hábito branco e preto dos Cistercienses. Ela, por sua vez, falou-lhes do testamento de seu falecido esposo, o Sr. Coronel Plínio Tude de Souza, o qual desejava criar uma Fundação que contemplasse o bem material e espiritual dos lavradores da Fazenda Jequitibá.
[...] Declaro que tendo eu e minha mulher Dona Isabel Fernandes Tude de Souza nascidos na zona sertaneja, onde possuímos grande parte de nossos bens e onde por anos vivemos contentes e com felicidade, é nosso desejo beneficiar a referida zona, o que ora fazemos neste nosso testamento, criando a “Fundação Divina Pastora”. Assim lego à mesma Fundação Divina Pastora, aqui instituída, a fazenda de engorda denominada “Jequitibá”, no município de Mundo Novo, com todas as benfeitorias, gado, etc. e tudo mais que nela existir ao tempo de abrir-se a sucessão, para na mesma fazenda ser criada a escola de ensino primário rural [...]. Nesses estabelecimentos exigimos que seja dado o ensino do catecismo e seja ensinada e divulgada a nossa Santa Religião Católica Apostólica Romana, como base primordial da referida Fundação Divina Pastora. [...].

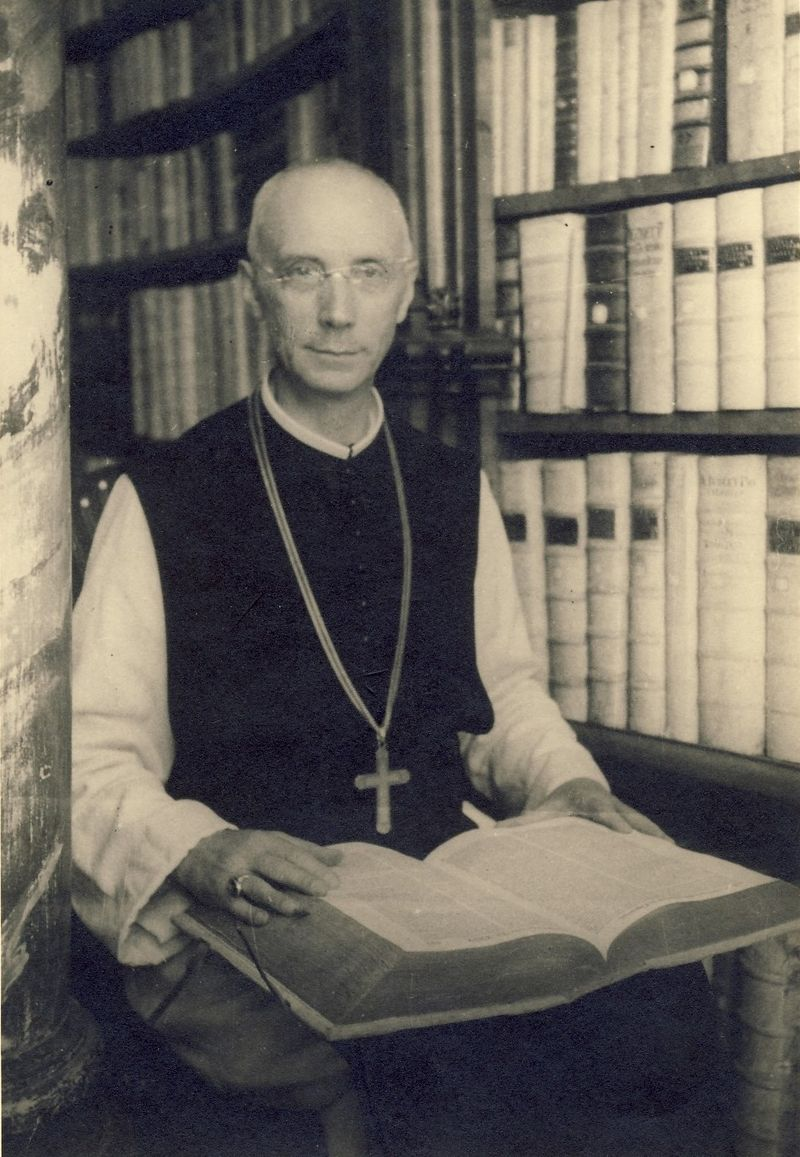
Dom Aloísio Wiesinger, abade de Schlierbach e um dos fundadores do Mosteiro de Jequitibá

Entrementes, Dona Isabel havia encarregado primeiramente os monges Beneditinos de Salvador para iniciar a fundação no ano de 1937, cumprindo assim a vontade do falecido esposo. Todavia, devido a falta de pessoal (haviam poucos monges presentes no mosteiro de Salvador) e a alguns conflitos entre a tutora e os Beneditinos, ela decidiu optar pelos Monges Cistercienses que em hora e tempo oportuno lá estavam. Convidou então o Padre Alfredo para visitar a Fazenda Jequitibá. A princípio foram três os visitantes: Padre Alfredo Haasler, Padre Adolfo Lukasser e Padre João Berchmans Elsen, que já se encontravam na paróquia de Jacobina a convite do bispo de Bonfim. Esta visita se deu em outubro de 1938, o qual acharam excelente e propício o lugar para a criação do referido mosteiro: o isolamento e a formação de seu terreno, além dos bens que a constituíam.
Inicialmente D. Hugo, além de ter entregue a Paróquia de Santo Antônio aos padres Cistercienses, havia oferecido também a Igreja da Conceição para ser a futura Igreja do Mosteiro, pois o bispo achava melhor que os monges ficassem em Jacobina. Porém, ao receber a carta dos padres visitadores, que descreviam a Fazenda Jequitibá e a Fundação Divina Pastora (F.D.P.), o próprio abade de Schlierbach, D. Aloísio, decidiu ir ao Brasil para acertar os detalhes do empreendimento da nova fundação na região de Jequitibá. Inicialmente acompanhado dos Irmãos Emílio Weber, Humberto Stocker e Werner Hofer, chegaram ao Mosteiro de São Bento da Bahia no dia 1º de fevereiro de 1939; ficando hospedados até o dia 07 do mesmo mês, quando então partiram para Jacobina e, depois, para Mundo Novo, onde conheceram pessoalmente D. Isabel Tude. Em 03 de março do mesmo ano assumem a direção da F.D.P.. Outro fator levado em consideração pela optação da localidade foi a tradição cisterciense de construir seus mosteiros no campo, na zona rural, para viabilizar o trabalho manual, o silêncio e a fuga mundi. A elevação geográfica onde foi construído o mosteiro era conhecida popularmente (e ainda é) como o Morro da Graça.
Pouco depois, atendendo o chamado do abade Aloísio, chegaram os monges:
- Padre Hermano Hahn, engenheiro civil que projetou o mosteiro;[18]
- Padre Antonio Moser,[19] que depois viria ser Abade do mosteiro a partir de 1945;
- Padre Reinaldo Stieger;[20]
- Padre Henrique Bauer;[21]
- Padre Fridolino Glasauer;[22]
- Irmão Ubaldo Pusch;[23]

A preparação da construção das instalações do novo Mosteiro iniciou oficialmente em 18 de dezembro de 1941, quando o engenheiro Emilio Odebrecht fez uma visita in loco para conhecer o ambiente dos futuros fundamentos, bem como planejar os orçamentos. D. Aloísio registrou com grande alegria este feito pois, finalmente, D. Isabel havia decidido iniciar as obras das estruturas físicas. Contudo, este ânimo duraria não mais que três meses, quando em 20 de fevereiro de 1942 todos os monges foram convocados a se apresentarem à polícia de Mundo Novo. Neste período a Segunda Guerra Mundial continuava a marcar a história de Jequitibá. Três meses após responderem à convocação, receberam a visita do delegado de Mundo Novo. Ele havia recebido uma denúncia de que em Jequitibá haviam espiões de Hitler.

"Nos visitou o delegado da polícia de Mundo Novo por causa de uma denúncia, que nós padres tivéssemos um canal subterrâneo com estação de rádio. (Canal da transmissão na serraria e carpintaria para movimentar as máquinas)".

A transferência da Pedra Fundamental e uma nova escavação simbólica foi feita pelo Abade em 26 de junho de 1942, um dia após celebrar o seu Jubileu de Prata. Foi uma cerimônia bastante discreta:

"No domingo [26] foi transferida a 'pedra Fundamental', aquela que há anos foi colocada; novo documento foi redigido, porque o velho estava todo estragado; e feito neste dia a primeira 'Escavação' [...]. Muita gente estava presente, 60 homens e 28 mulheres".

Enquanto isso, a reação alemã com o rompimento de relações diplomáticas realizado por Getúlio Vargas ocorreu em agosto de 1942, quando submarinos alemães torpedearam e afundaram cinco navios mercantes brasileiros. Os ataques indignaram a opinião pública, e Getúlio Vargas declarou guerra à Alemanha naquele mesmo mês. Com o Brasil apoiando os Aliados, a aversão aos alemães ou descendentes tornou-se extrema de tal modo que os monges experienciaram isto intensamente, fosse nas frequentes visitas policiais ou nas reações agressivas que continuaram sofrendo. Certa vez, D. Aloísio, tendo terminado de celebrar a Missa Solene do dia de São Bernardo de Claraval, em Jacobina, quis retornar à Jequitibá e não conseguiu embarcar na locomotiva porque os passageiros o expulsaram.

"Cinco navios comerciais foram afundados na costa do Brasil; por isso, a excitação no país é grande, o ódio contra os 'gringos/estrangeiros' aumenta cada vez mais. Por ocasião da festa de S Bernardo fui em Jacobina, celebrei uma missa festiva lá. Na véspera, ouvimos falar da declaração de guerra a Alemanha. Eu queria voltar de trem para Jequitibá, em vez de ir a Salvador. Não podia: o povo não me deixou viajar no trem, 'me botou pr'a fora'. Viajei a cavalo por Tanquinho, Mucambo e Palmeirinha, tornando-me suspeito como espião, parando-me e interrogando-me. Finalmente deixaram-me continuar a viagem, mas não ousei passar por Mundo Novo, onde também uns horrivelmente 'fermentaram' contra mim. Muito cansado cheguei em Jequitibá na terça-feira, 25 de agosto".
Depois de algumas pausas nos trabalhos da obra devido a estes acontecimentos relativos à II Grande Guerra que também atingiram Jequitibá, a construção foi sendo postergada até que em 21 de dezembro de 1942 recomeçaram e seguiram firmes. Em novembro de 1944 a primeira ala do edifício estava concluído, faltando apenas alguns acabamentos elétricos, pintura e marcenaria. Após três meses, aqueles últimos detalhes foram resolvidos e em fevereiro de 1945 o prédio ficou pronto. A fachada foi feita de pedra para transmitir, por meio de suas linhas, os ideais de austeridade, rigor e simplicidade.

Pe. Antonio Moser assumiu o protagonismo da vida da comunidade monástica como Prior nos primeiros anos e, posteriormente, em 01 de outubro de 1950, tornou-se seu Abade. Desde a sua chegada, foi o responsável pela Fundação Divina Pastora estando à frente do projeto, no governo das mesmas entidades – Mosteiro e Fundação – até 16 de junho de 1996, quando completou seu Jubileu de Ouro de governo e renunciou. Faleceu em 30 de julho de 2003. Ele encontrou uma situação de extrema pobreza em toda a redondeza onde os moradores da Fazenda Jequitibá eram agregados e prestavam serviços gerais de fazenda ao Sr. Plínio Tude.
O que se vê por aqui em geral é um baixo nível cultural, onde ninguém sabe ler e escrever, [...] nem oração em família, nem sentido de tomar as refeições em conjunto, porque os espaços das moradias são insuficientes. Por isso é necessário que as crianças não somente freqüentem a escola, mas recebam um internato para que tenham uma instrução religiosa e familiar. Só assim quando esses ficarem já formados poderão um dia formarem uma família trazendo melhorias nesse sentido; por isso é de máxima importância uma escola com internato para fundamentar um futuro melhor.
As poucas famílias existentes moravam distantes da Sede da Fazenda, no meio dos pastos ou do mato. Em sua maioria, não havia estrada. Eram apenas trilhas de acesso. As casas eram construídas de pau a pique ou de adobe, cobertas com materiais extraídos da natureza, folhas de coqueiro e outros vegetais. Poucos tinham um animal – jegue ou cavalo, para uso doméstico no transporte de compras e produção. Ganhavam pouco e viviam basicamente daquilo que se produzia. Quase nunca compravam roupas porque além da distância da cidade, da precária demanda comercial, não se tinha dinheiro para isto e poucas coisas para fazer troca. Quase todos os moradores da Fazenda eram analfabetos, pois não havia acesso à escola. Havia grande índice de mortalidade infantil por causa do material com que eram construídas as casas, muito propício para os insetos, particularmente, o famoso “Barbeiro”, gerando a Doença de Chagas e morte precoce; ainda hoje há pessoas afetadas.
Tudo isso impulsionou aqueles primeiros monges missionários a assumirem uma inserção social buscando as vias de transformação e trazendo benefícios para a melhoria na qualidade de vida daquelas famílias carentes.
As atividades da comunidade monástica não se concentraram somente em Jequitibá, mas estenderam-se também na região. Haja vista que o Mosteiro prestou serviços religiosos em várias localidades, como por exemplo: Jacobina, Ruy Barbosa, Miguel Calmon, Mairi, Várzea do Poço, Baixa Grande, Piritiba, Tapiramutá e Macajuba. Hoje, os monges atendem regularmente a Paróquia de Jequitibá, formada pela rede de comunidades próximas ao Mosteiro.

## As escolas
Desde o início, a comunidade monástica buscou da melhor forma realizar as aspirações de Plínio Tude, almejando o desenvolvimento do sertão baiano, criando as escolas para a formação das crianças e dos jovens da localidade, assim, cumprindo os objetivos previstos nos Estatutos da Fundação.

### GinásioSão Bernardo
O Mosteiro criou, inicialmente, o Ginásio São Bernardo em 1946, que também foi denominado Seminário de Filosofia, tendo em vista preparar futuros jovens para vida e/ou para o sacerdócio. Funcionou até 1970, encerrando suas atividades.

### Escola Profissionalizante Divina Pastora
Depois se tornou um empreendimento da Escola Profissionalizante Divina Pastora com os cursos de carpinteiro, marceneiro, mecânica geral e mecânica de auto. Os alunos moravam em uma parte do Mosteiro onde tinham a formação intelectual e a prática nas oficinas da casa que, em sua maioria, eram realizadas pelos monges. Entretanto, com a evolução da tecnologia e com dificuldades financeiras para uma autorrenovação, esse modelo tornou-se obsoleto e assim buscou-se uma readequação do compromisso educacional.

### Escola Técnica Família Agrícola Divina Pastora – ETFA-DIP
Desde 2008, buscando uma adequação aos avanços tecnológicos e à legislação vigente, foi criada e funciona até hoje a ETFA-DIP, onde acontece o Ensino Médio com Técnico em Agropecuária. O ensino acontece sob o regime de internato com alternância quinzenal. São acolhidos adolescentes e jovens da Fazenda Jequitibá, do Município de Mundo Novo e de toda a Região.

### Escola Santo Antônio
Criada por D. Antonio Moser logo no início de suas obras, sediada no povoado Estação Jequitibá. Atualmente o prédio pertence ao Mosteiro, mas está a serviço da Prefeitura Municipal de Mundo Novo. Funciona o que denominamos de creche infantil: a Série Maternal, Pré-1 e Pré-2 do Ensino Primário para as crianças dos povoados Fazenda e Estação.

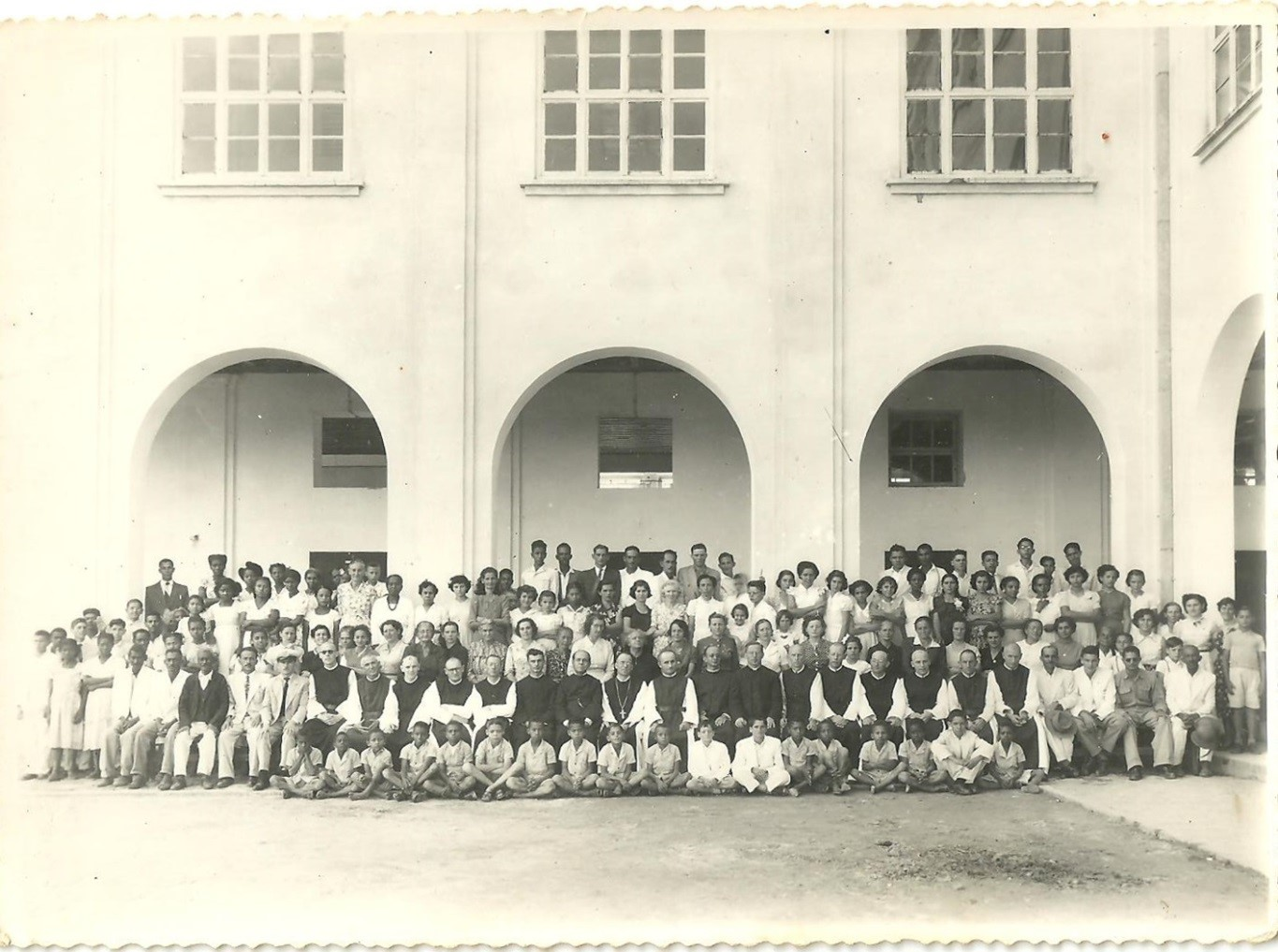
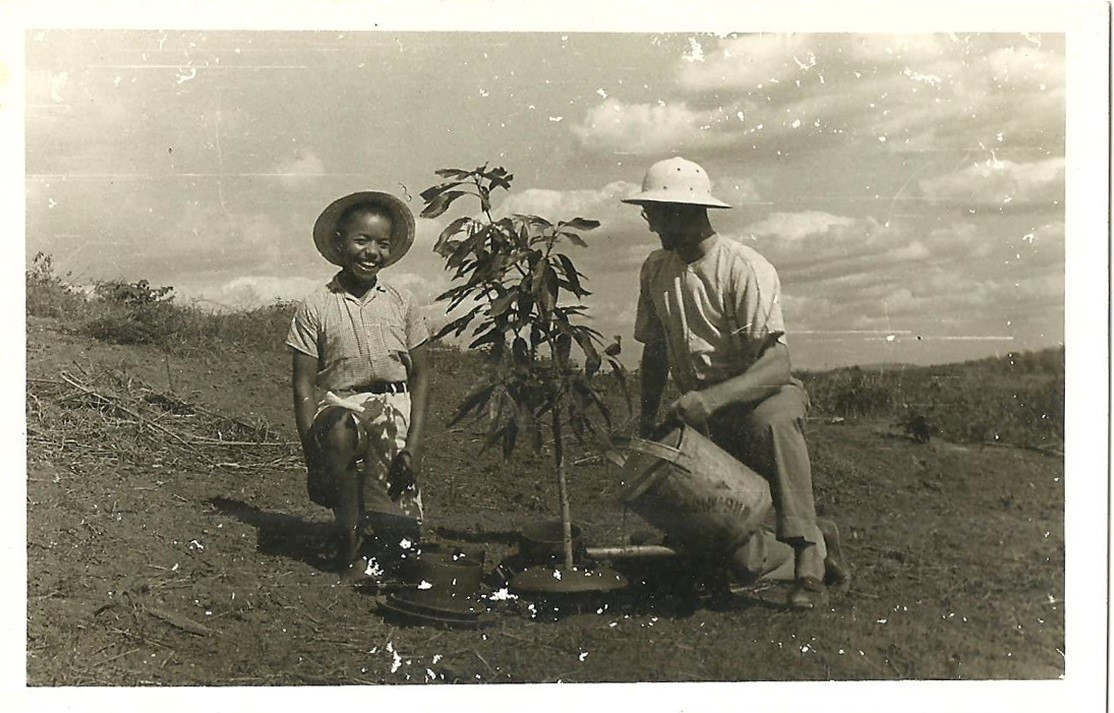
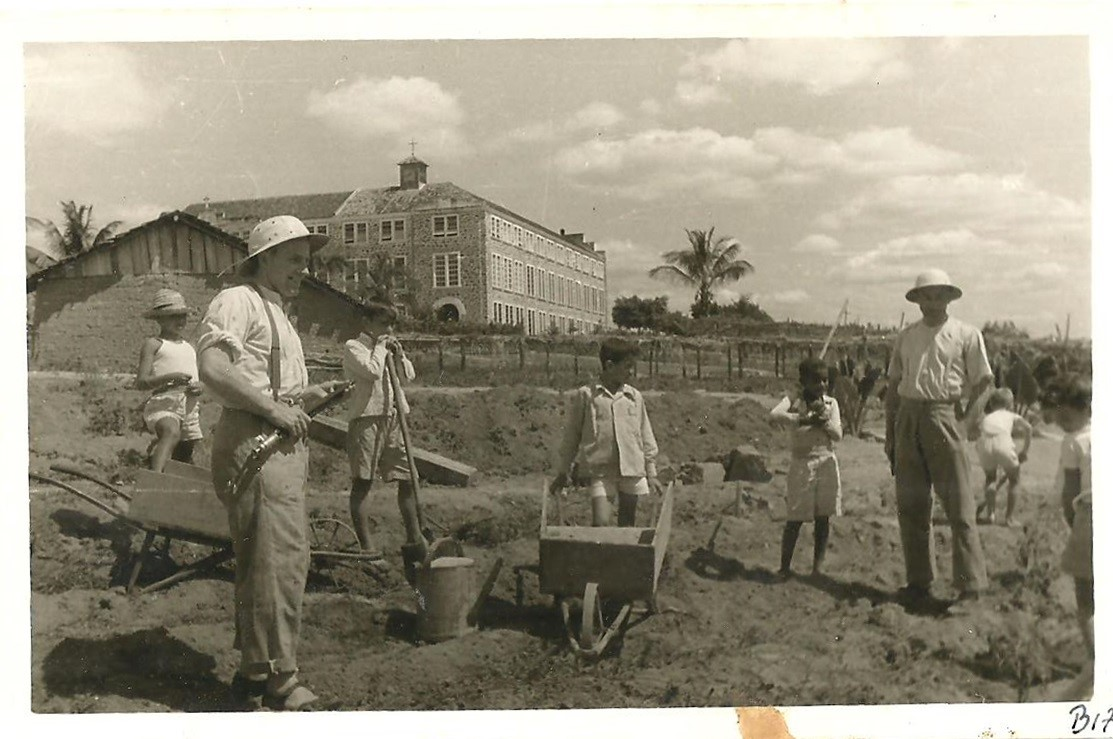
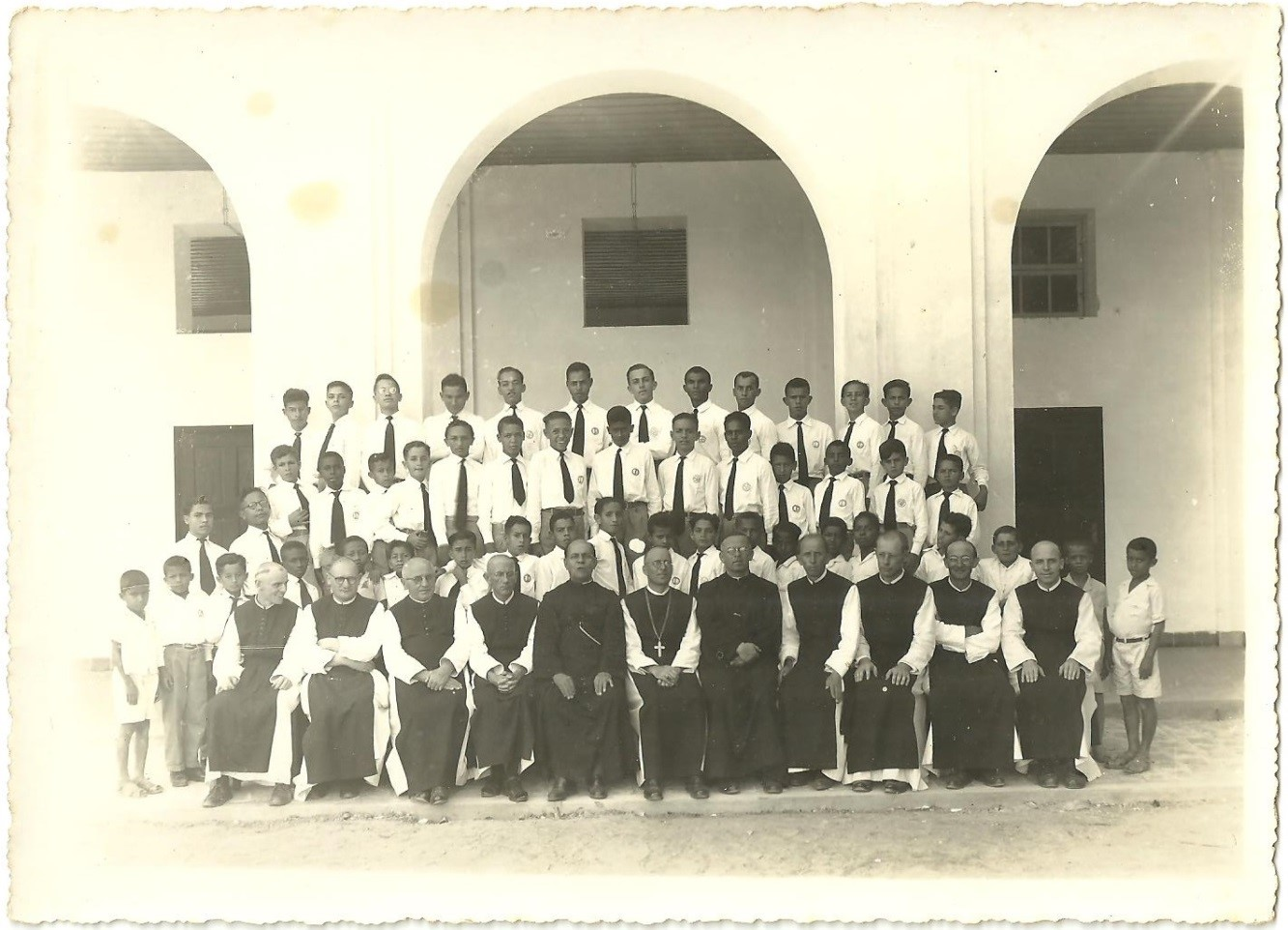
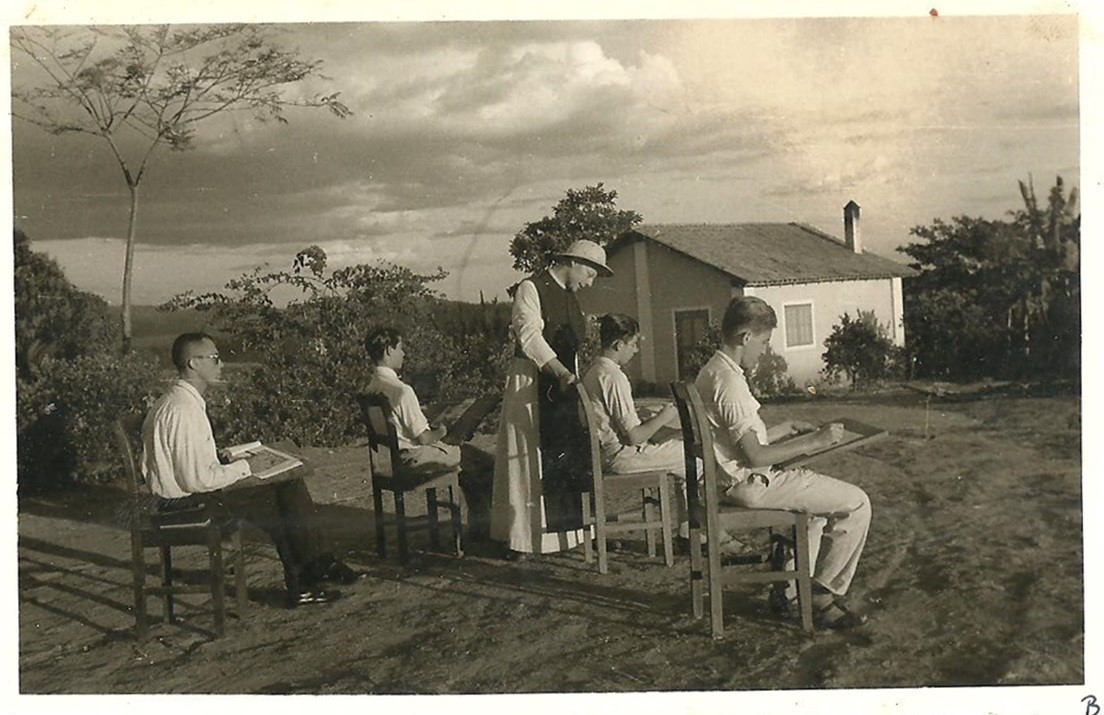
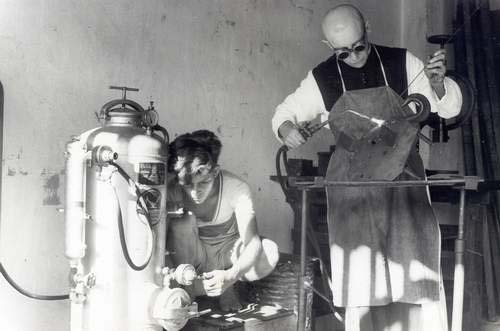

## Superiores - da fundação aos dias atuais

### Abades
| Fundador | † Dom Alois (Aloísio) Wiesinger         | 1939 – 1946 |  |
| 1º Abade | † Dom Anton (Antonio) Moser             | 1950 – 1996 |  |
| 2º Abade | † Dom Meinrad (Meinrado) Josef Schröger | 1996 – 2004 |  |
| 3º Abade | Dom Josef (José) Hehenberger            | 2004 – 2014 |  |

### Priores
| Prior Conventual       | Pe. Anton (Antonio) Moser          | 1946 – 1949  |
| 1º Prior Administrador | Pe. João Crisostomo de Almeida     | 2015 – 2017  |
| 2º Prior Administrador | Pe. Antonio José Nogueira de Souza | 2018 – atual |

## Informações adicionais

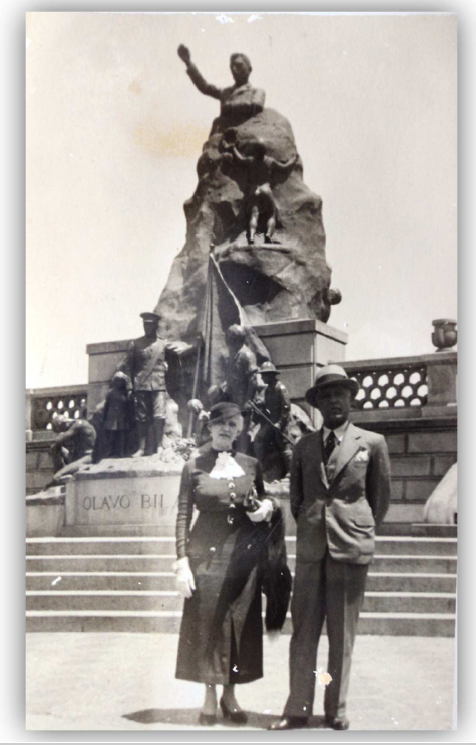
Coronel Plínio Tude de Souza e Dona Isabel Fernandes Tude de Souza

Atualmente, a Abadia de Jequitibá congrega o Mosteiro e a Fundação Divina Pastora; a Pousada São Bernardo; a Casa de Saúde Santa Hildegarda que trabalha com Terapias Holísticas; a Paróquia de Jequitibá; a Panificadora Divina Pastora; o Ateliê; o Museu Natural e o Museu Sacro; a Biblioteca São Bernardo; o Cemitério Divina Pastora; um Centro de Formação; além de diversos serviços na área social, nas áreas de educação, saúde, habitação, turismo, dentre outros.

## Galeria fotográfica

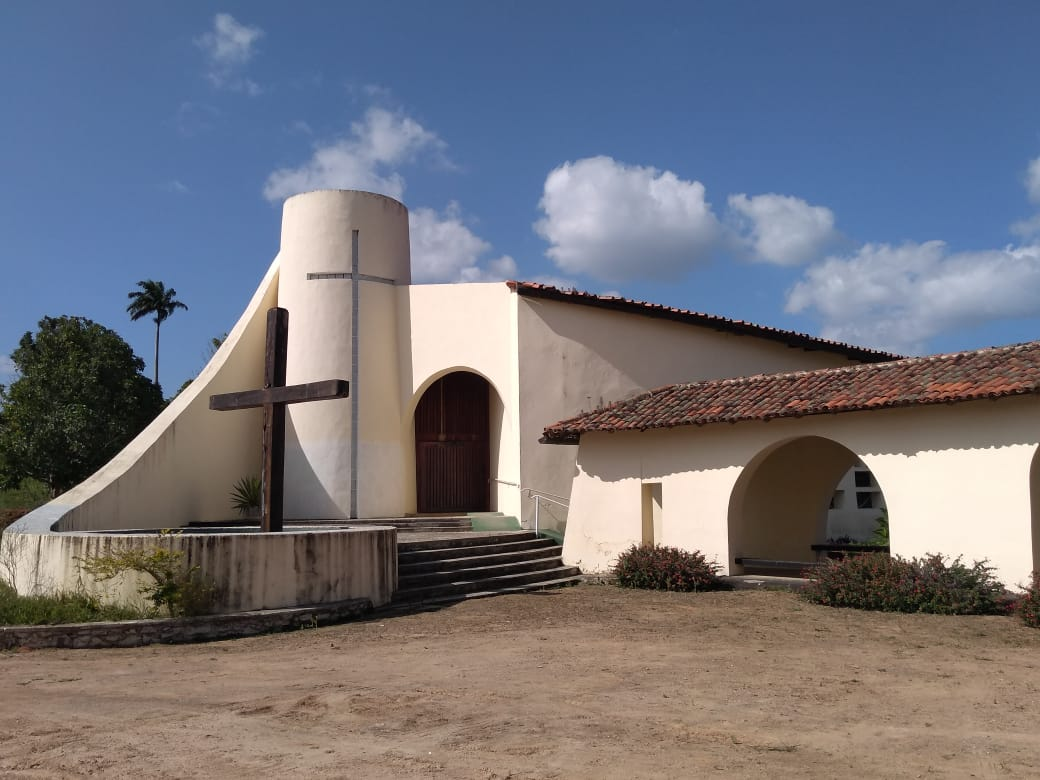
Igreja Abacial-Paroquial
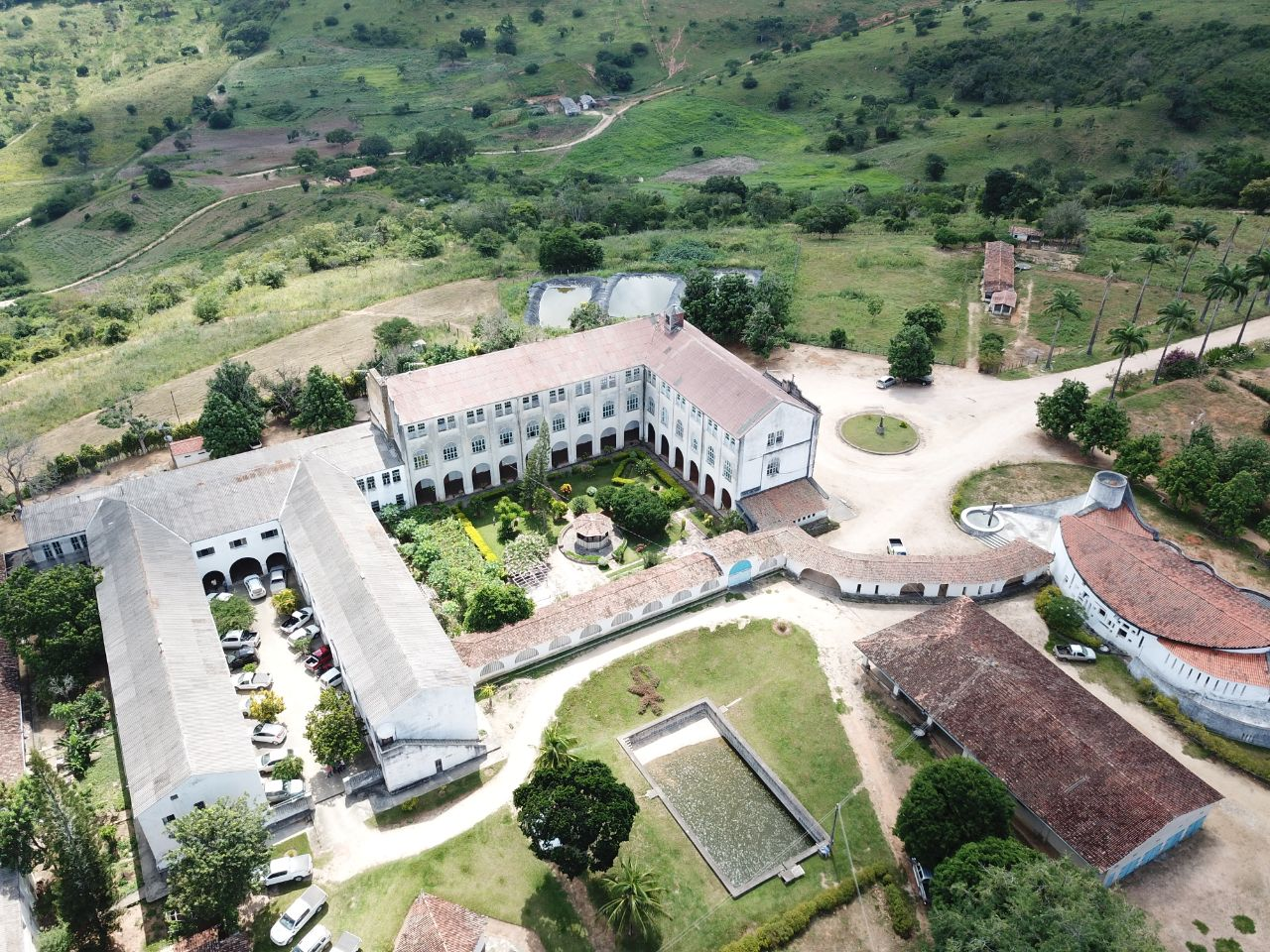
Vista aérea do Mosteiro
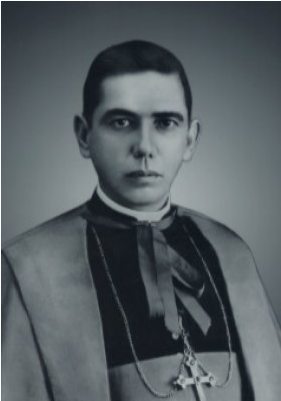
Dom Hugo Bressane de Araújo, primeiro bispo de Bonfim - BA
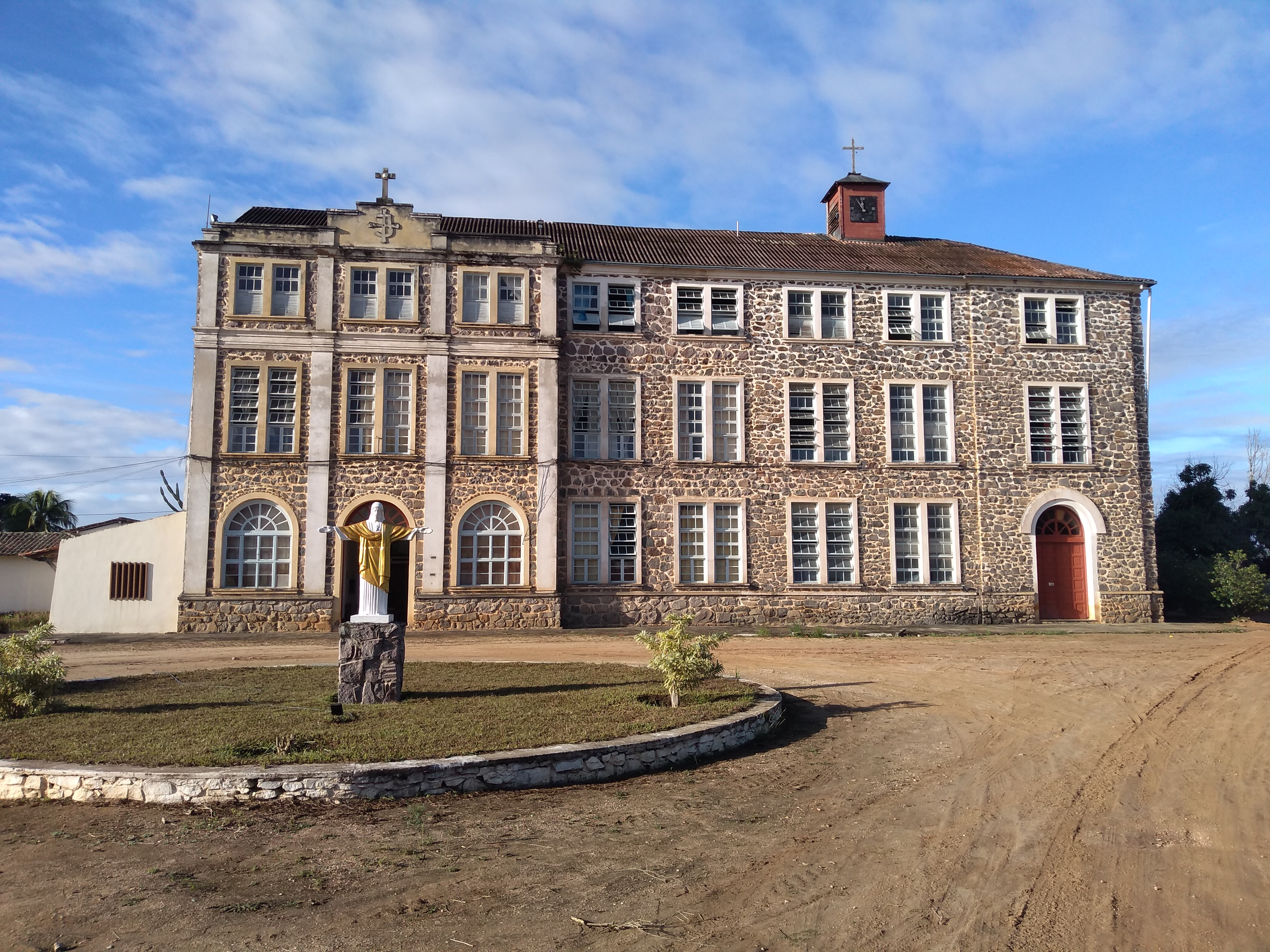
Fachada do Mosteiro de Jequitibá
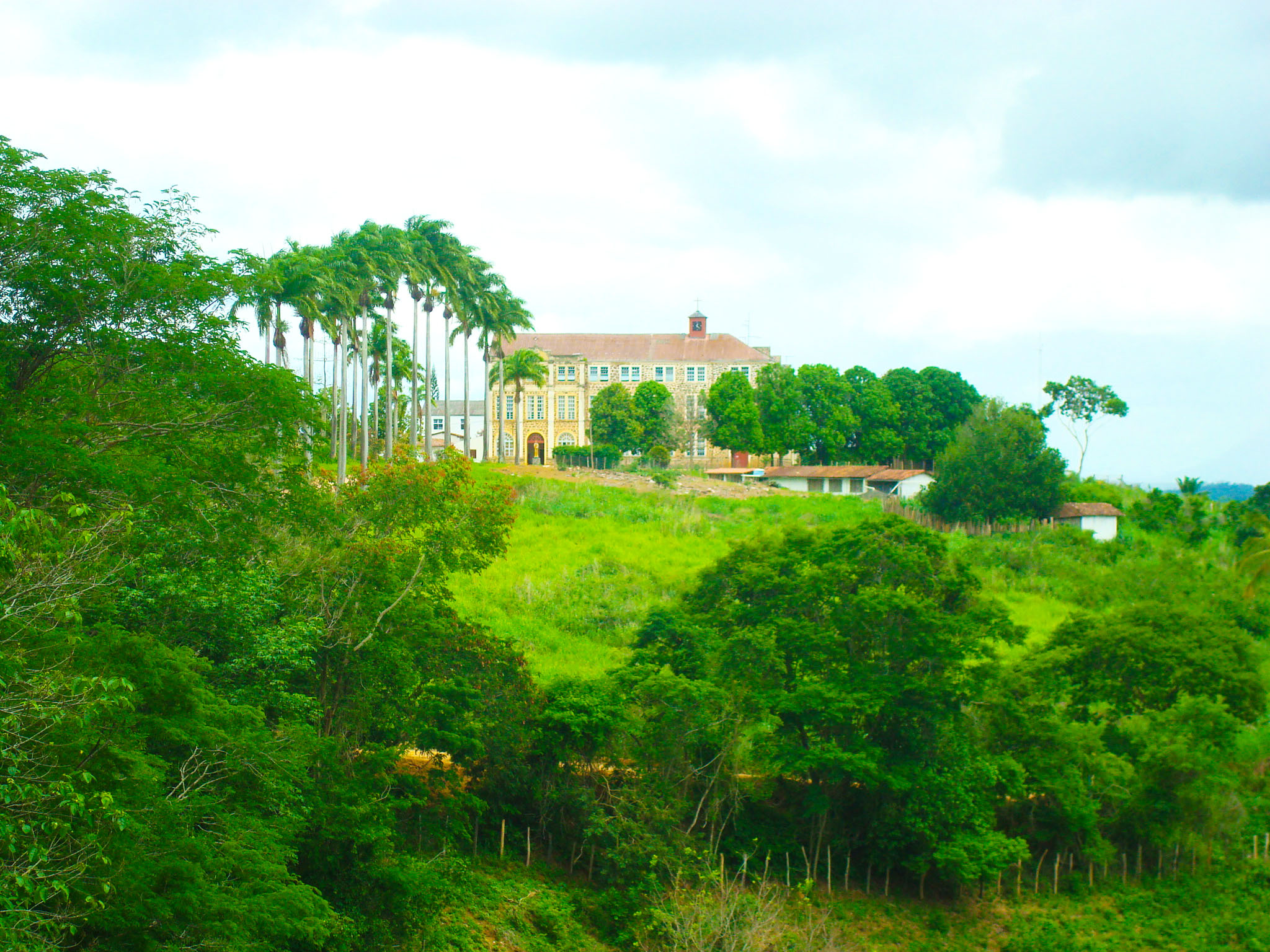
Vista do Mosteiro a partir de um morro
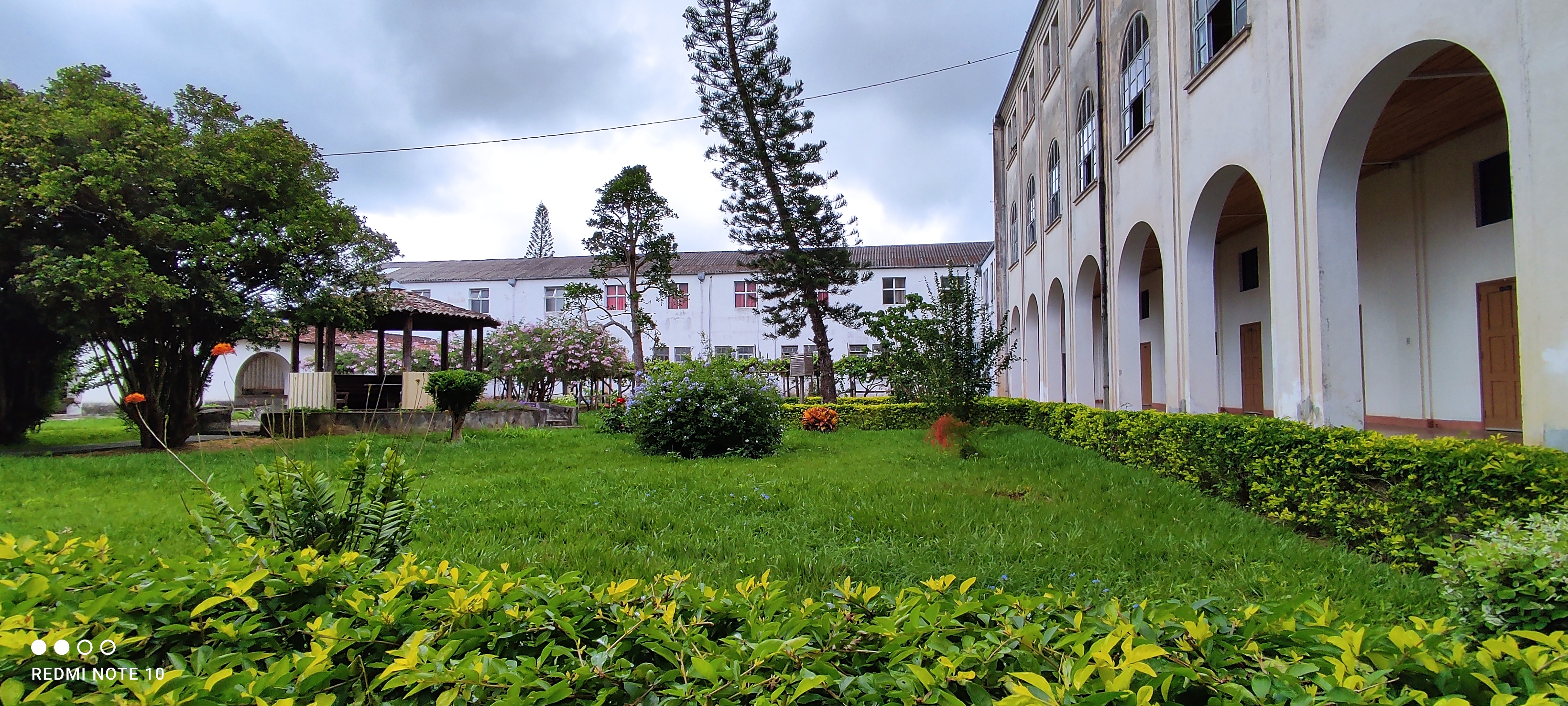
Jardim do claustro
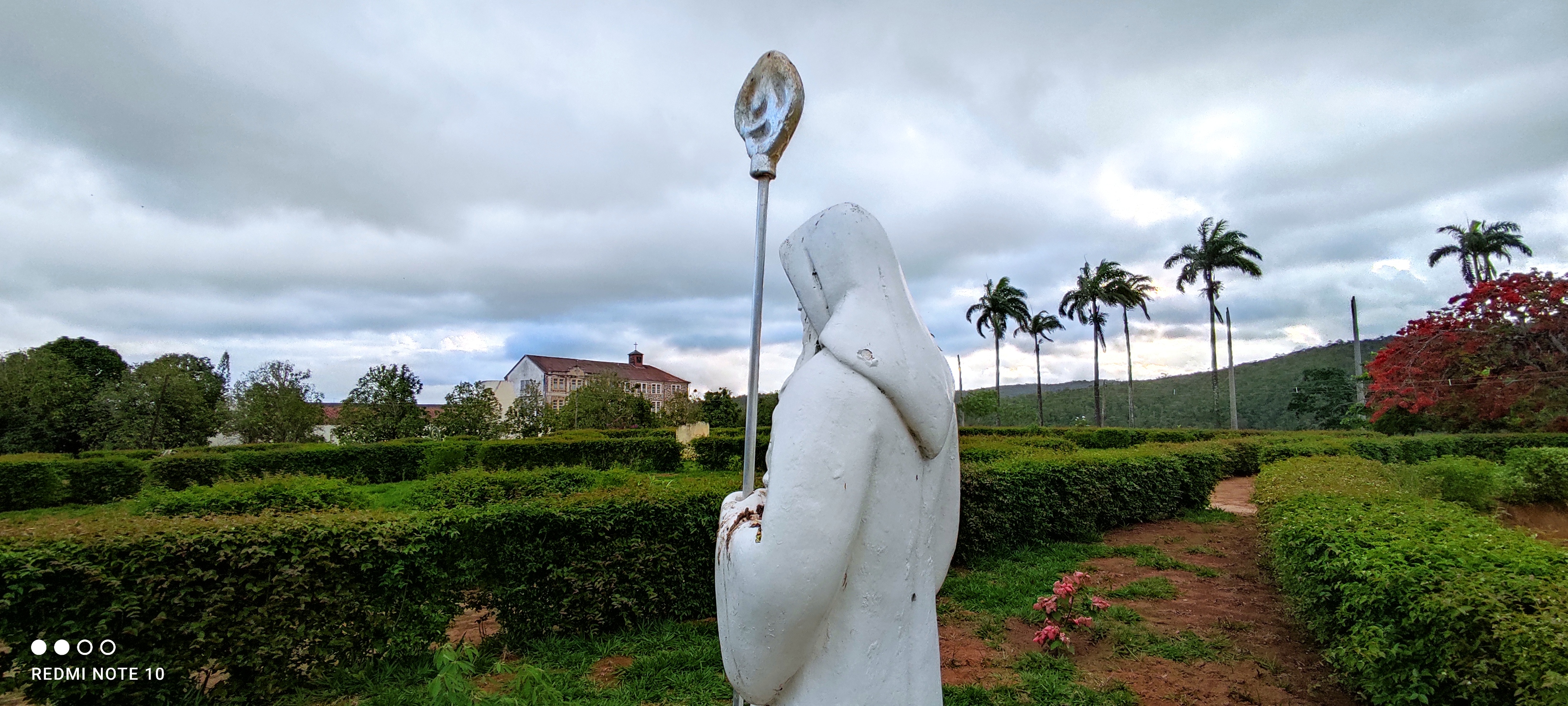
Imagem de N. P. S. Bento no jardim externo
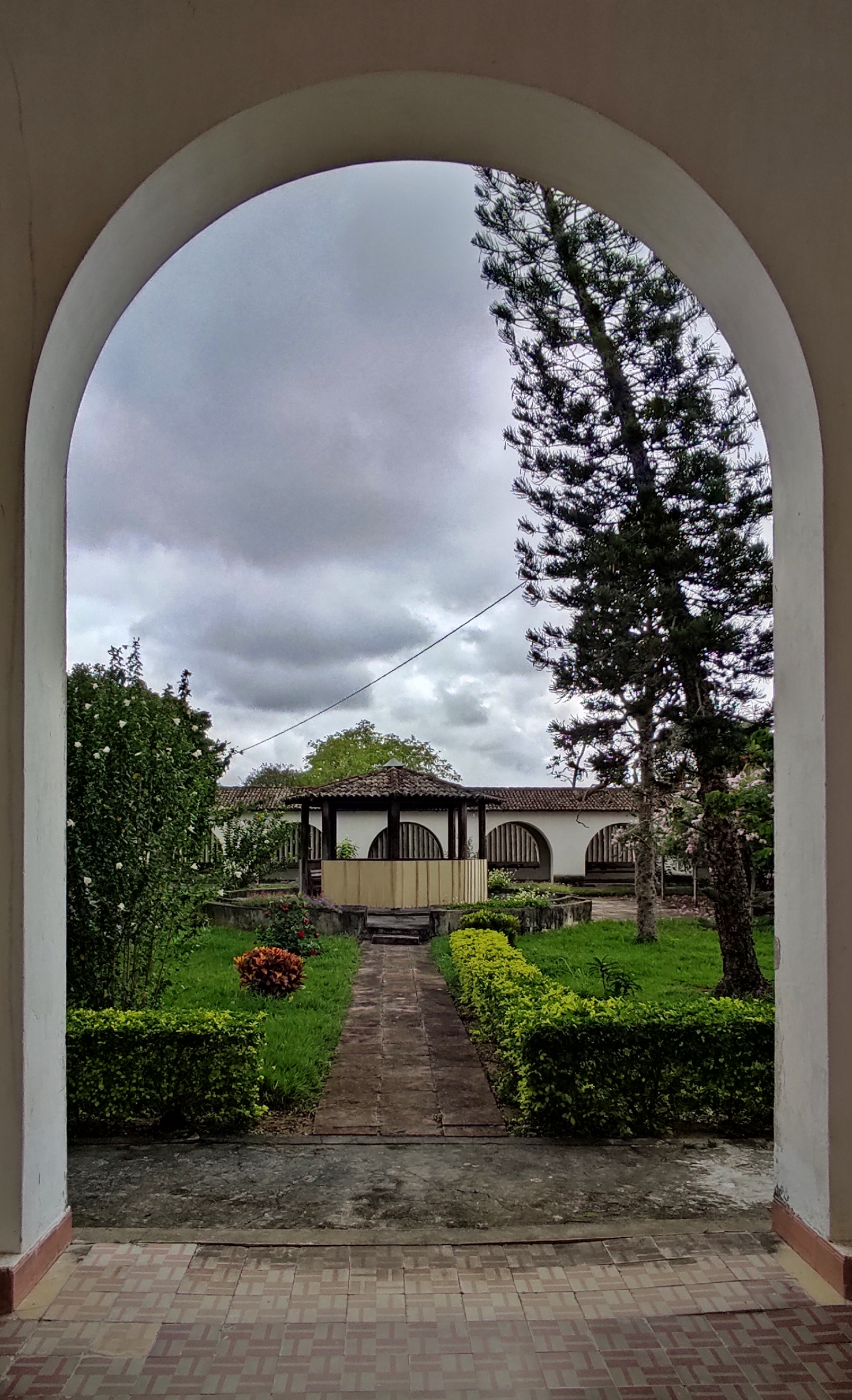
Arco no corredor do jardim do claustro
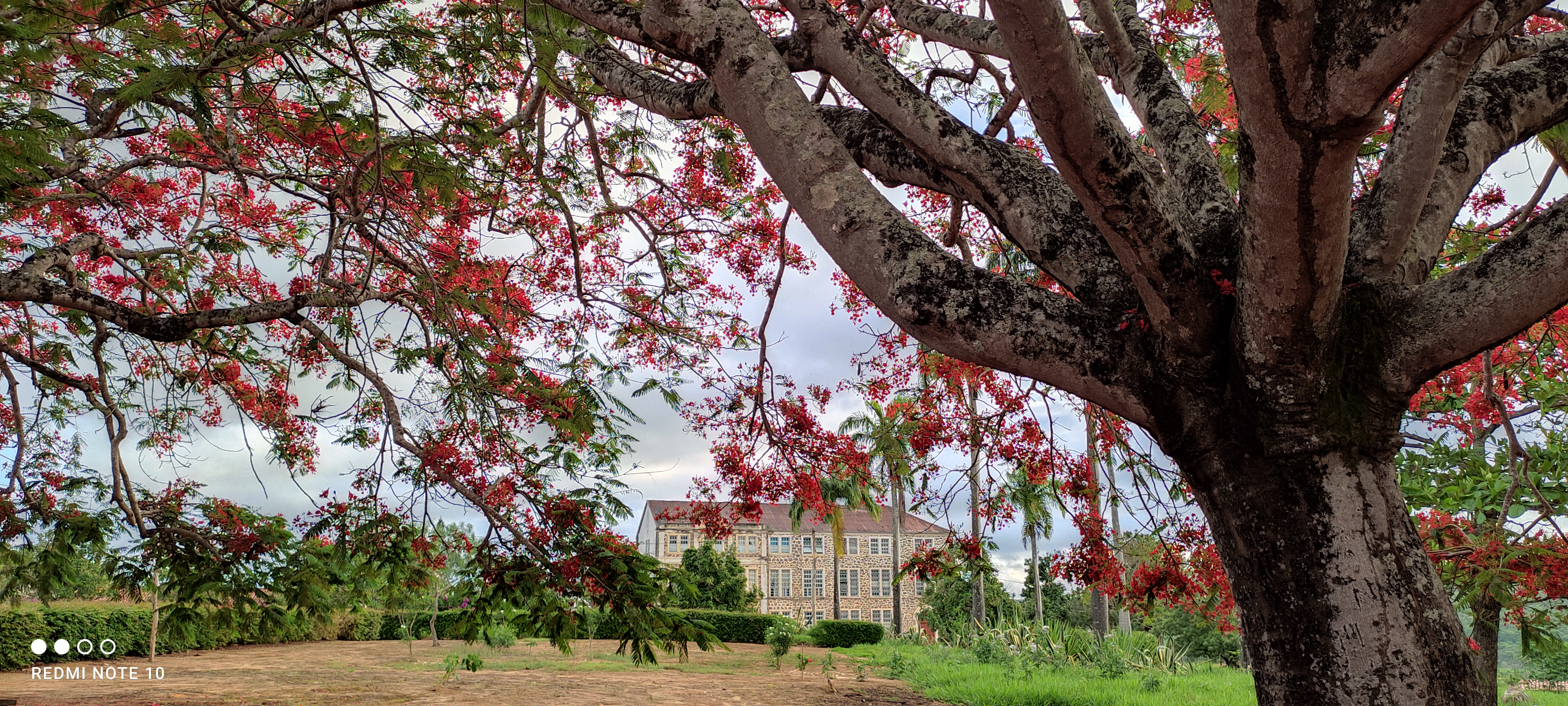
Flamboyant no jardim externo
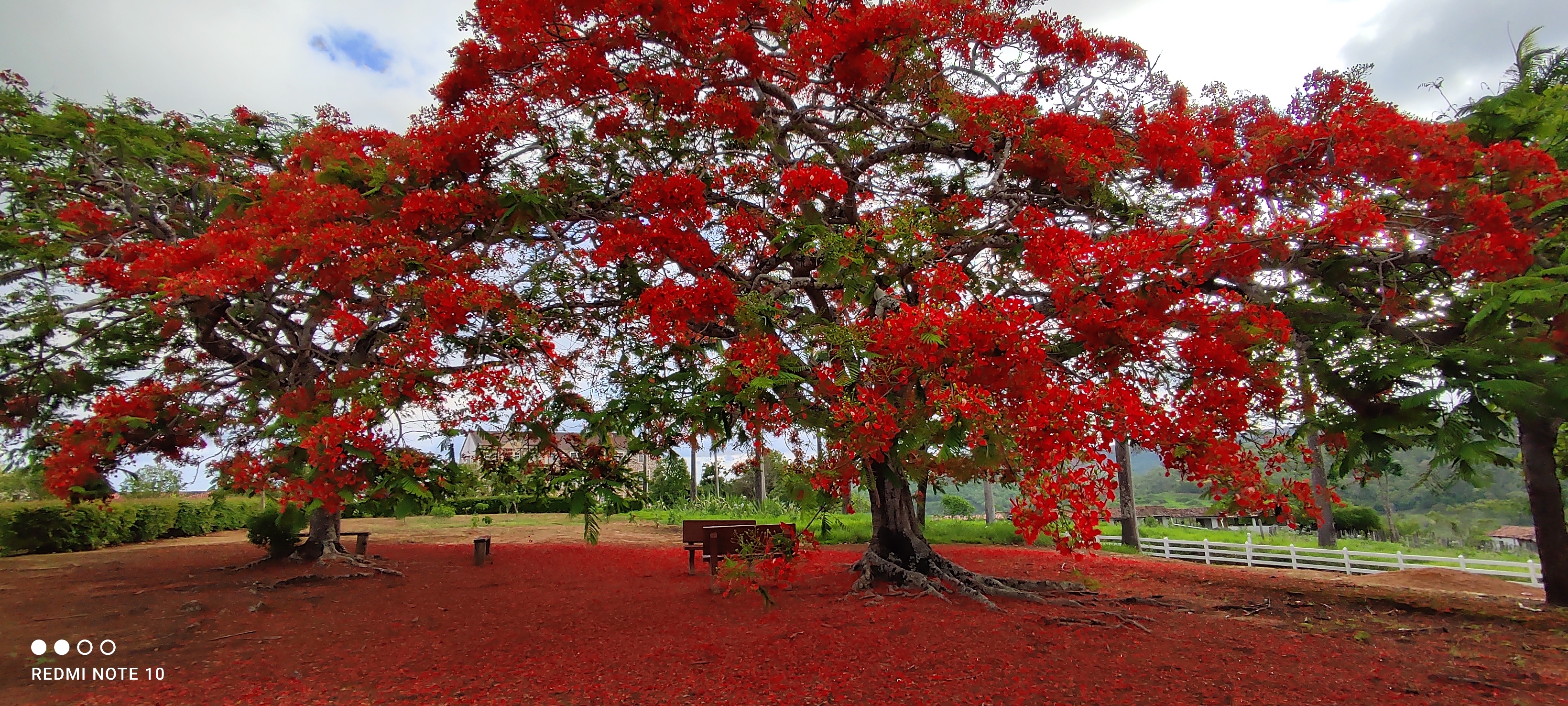
Jardim externo
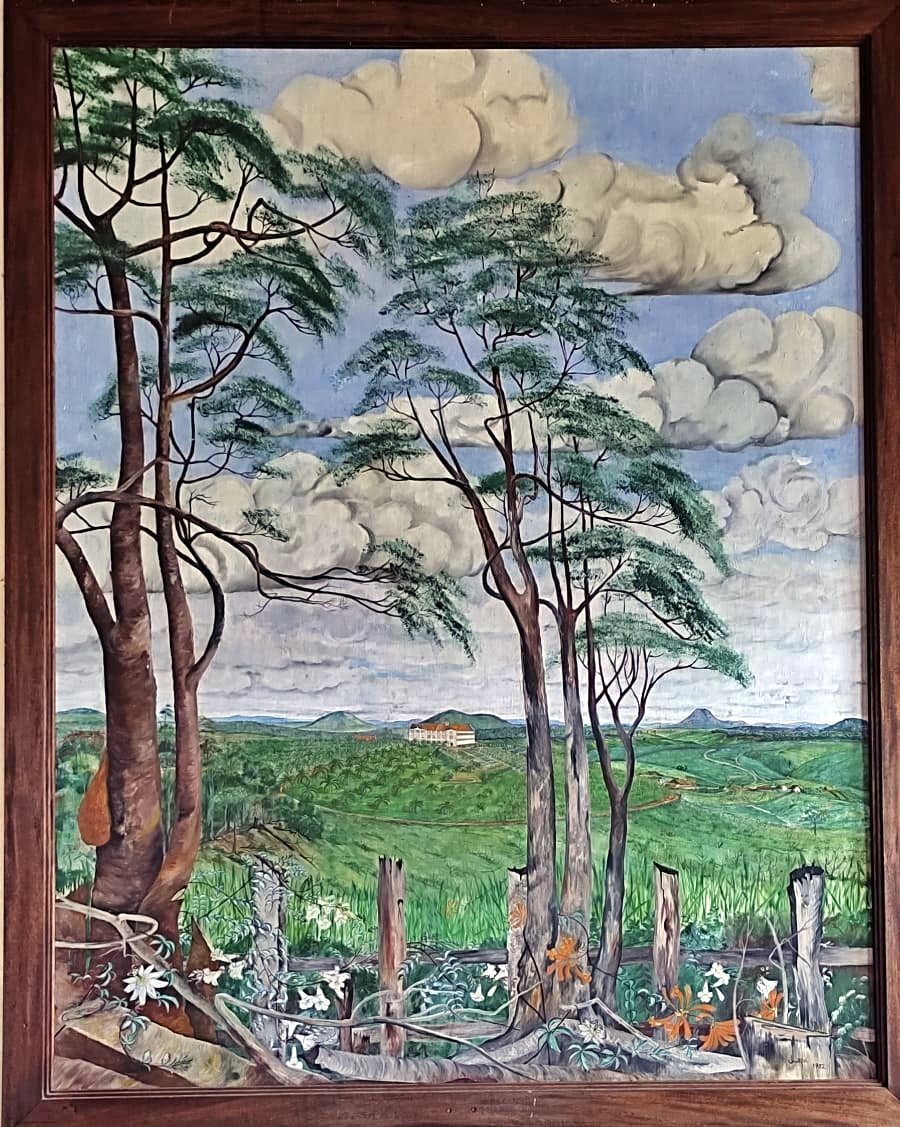
Pintura em quadro na Sala Capitular
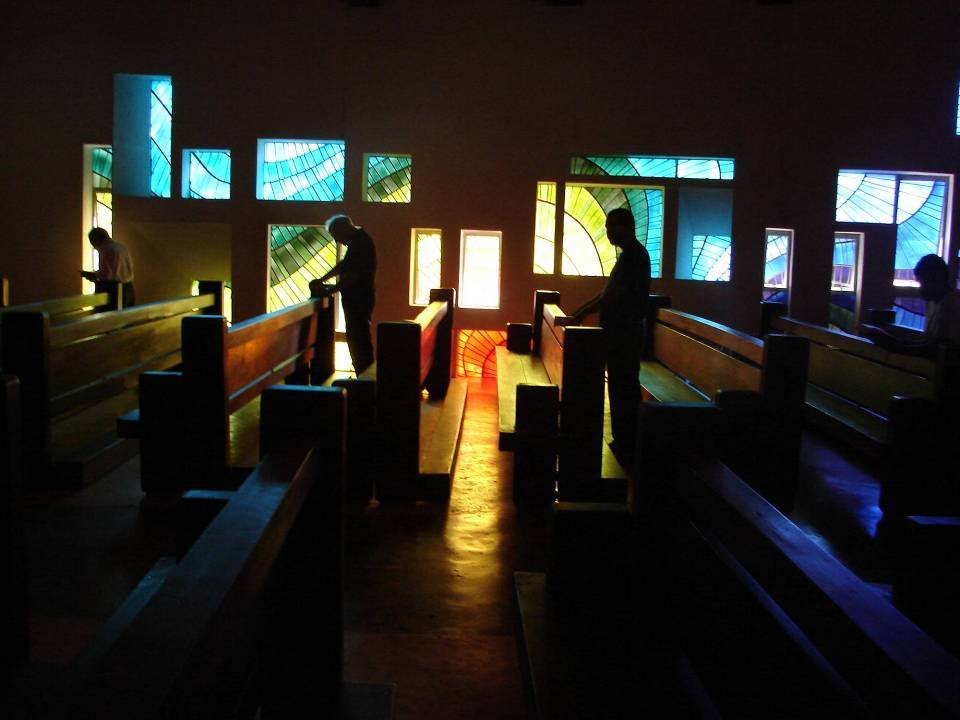
Vitrais da Igreja Abacial-Paroquial
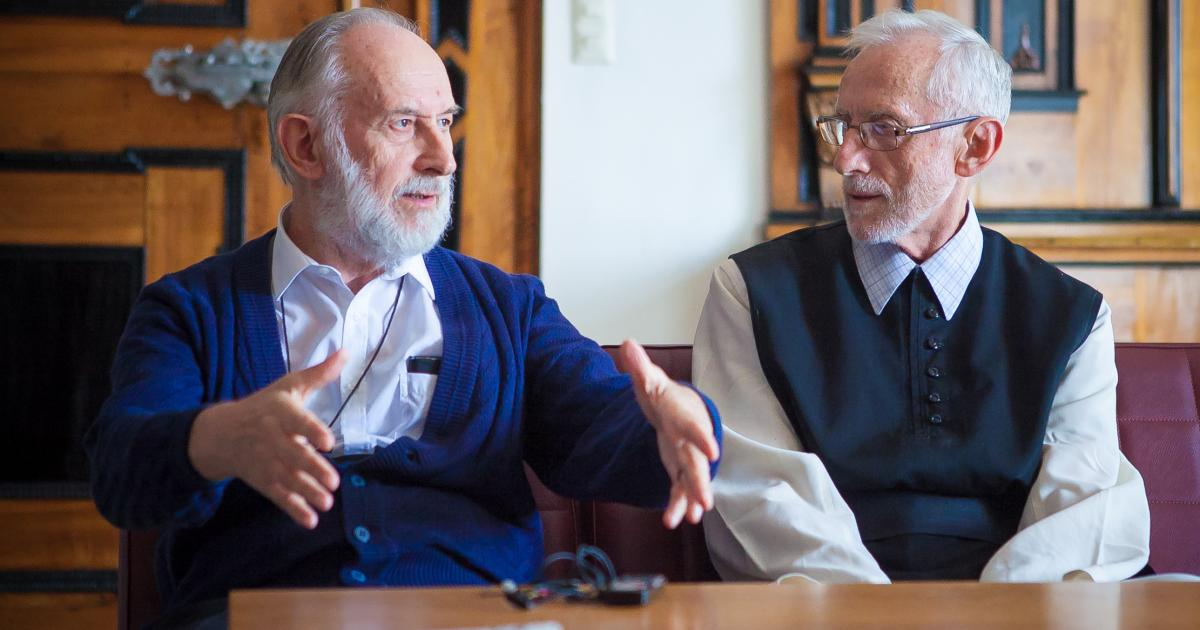
Dom Josef Hehenberger, O. Cist. e Dom Meirad Schröger, O. Cist.

## Linhagem
| Cîteaux              | > | Morimond                             | > | Ebrach                               | > | Rein                 | > | Schlierbach          | > | Jequitibá            |
|                      | > |                                      | > |                                      | > |                      | > |                      | > |                      |
| Fundação: 21.03.1098 |   | Fundação: 25.06.1115 Supressão: 1791 |   | Fundação: 25.07.1127 Supressão: 1803 |   | Fundação: 08.09.1130 |   | Fundação: 22.02.1355 |   | Fundação: 18.08.1939 |
| -------------------- | - | ------------------------------------ | - | ------------------------------------ | - | -------------------- | - | -------------------- | - | -------------------- |

## Carta de Brasão d'Armas

### Descrição Heráldica
De sable, Escudo ibérico, a bordura de argento e sable. De argento e gules, do cantão destro do chefe ao cantão sinistro da ponta, banda quadriculada. De blau, no abismo, Escudete com bordura de argento e sable, carregado de uma flor-de-lis de argento, sua pétala central é um cajado, do mesmo. Brocante sobre ínfulas pendentes da Mitra forrada de gules com duas cruzetas do mesmo e um báculo, de or, com velo forrado do mesmo e em argento, passado em aspa. De gules, Listel ferrado em or com lema em latim: "DA VITAM PRO OVIBUS" escrito em letras versais, de or.

### Descrição Simbólica
- Escudo: brasão de armas de São Bernardo de Claraval. Nos primórdios do mosteiro os monges eram conhecidos como "os Filhos de São Bernardo".
- Escudete: o azul e a flor-de-lis (lírio estilizado) remetem à Ordem de Cister. Tanto a cor como a flor são sinais da Virgem Maria, e também "os lírios do campo" são sinal do trabalho manual. A pétala central em forma de cajado é símbolo do Bom Pastor e da Divina Pastora.
- Listel: traz o lema da Abadia "DAR A VIDA PELAS OVELHAS" inspirado no evangelho de São João 10,11 que revela a missão integral do Mosteiro.

O conjunto formado pela Mitra e o Báculo constitui o múnus do Abade, pai da Comunidade, que "faz as vezes do Cristo" (Regra de São Bento 2,2).

## A Divina Pastora

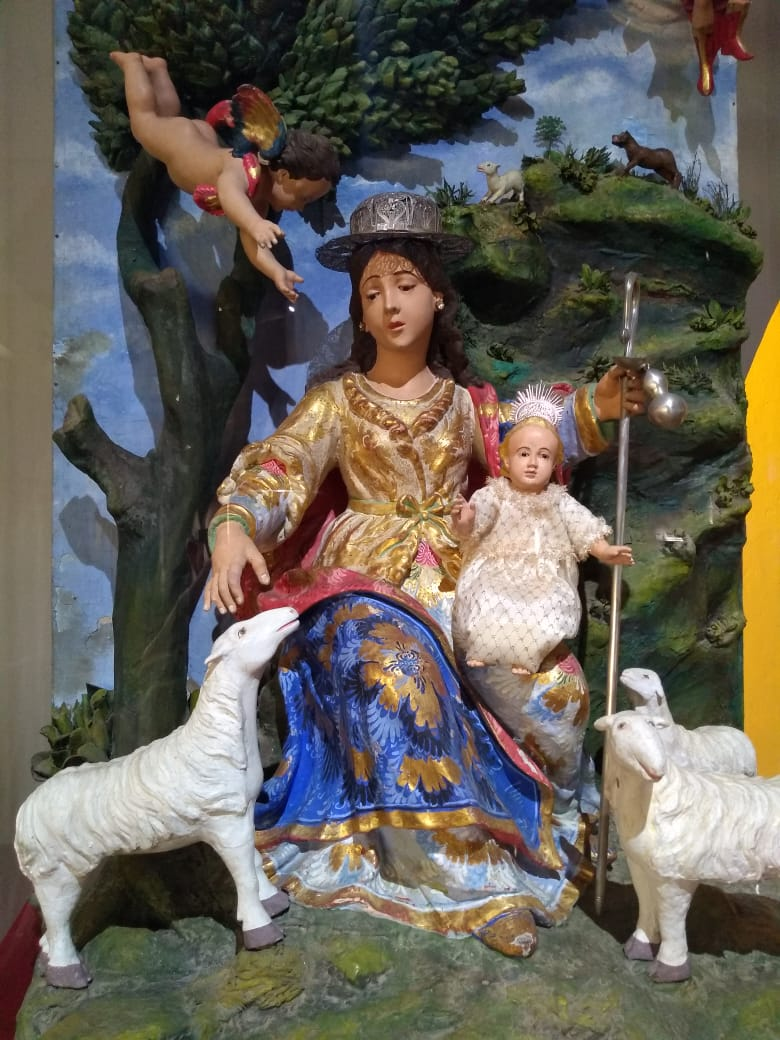
Imagem vetusta da Divina Pastora, patrona da Abadia-Paróquia de Jequitibá

### Origens da Devoção
A história começa no ano de 1703, com o aparecimento da Virgem Imaculada, que se revelou sentada numa rocha, vestida como uma pastora e num local onde pastavam algumas ovelhas, ao santo e piedoso frade capuchinho espanhol Frei Isidoro de Sevilha. Ele tornou-se um grande divulgador desta devoção, tendo mesmo solicitado a um pintor da Escola Pictórica de Sevilha, Alonso Miguel de Tovar, que fizesse a primeira representação da Virgem Maria sobre esta invocação e que foi apresentada num rosário público na alameda de Hércules na cidade de Sevilha no dia 8 de setembro de 1703; e após 15 dias foi logo constituída a "Irmandade Primitiva do Rebanho de Maria" (a primeira Irmandade dedicada a Nossa Senhora Divina Pastora).
As autoridades eclesiásticas acabaram por aprovar o culto em 1709, tendo também autorizado a criação das várias Irmandades da Divina Pastora (e a uma das quais o próprio Rei de Espanha se associou). Em 1795, no pontificado do papa Pio VI, a Sagrada Congregação dos Ritos, mediante o pedido do Beato Frei Diogo José de Cádiz, aprovou os ritos próprios da Missa e do Ofício da Divina Pastora.

### Lugares de Veneração
Tendo em consideração a enorme propagação do culto a Nossa Senhora Divina Pastora no sul da Espanha, além da cidade de Sevilha, também Cantillana, Málaga,e Cádiz se tornaram importantes lugares de veneração à Santíssima Virgem Maria sob esta invocação.
Na América Latina, o principal santuário da Divina Pastora é o da Ilha da Trindade, nas Antilhas. Este culto chegou também à Venezuela, através dos Frades Menores Capuchinhos, por volta do ano 1738. Na Venezuela, o culto a Nossa Senhora Divina Pastora atingiu tal proporção que até se utiliza a expressão "Ó Divina Pastora, a Venezuela é Tua!", tendo-se tornado na padroeira do Estado de Lara. É e referência mundial ao ser a procissão com maior número de pessoas a percorrer os 7,5km e com uma participação de cerca de 3 milhões de pessoas.
No Brasil existe no Estado de Alagoas, na cidade de Junqueiro, sendo ela sua padroeira e a Igreja principal da cidade em sua homenagem. No Estado de Sergipe, há uma cidade chamada Divina Pastora, elevada à Vila em 1836, e cuja Igreja Matriz é dedicada a Nossa Senhora sob esta invocação. Existe também no Estado do Piauí, uma cidade chamada Gilbués, cuja Igreja Matriz é dedicada à devoção a Nossa Senhora Divina Pastora desde 1851.

### Na região de Jequitibá - BA
A Santíssima Virgem Maria passou a ser venerada sob este título de Divina Pastora a partir do ano 1945, após o consentimento do Exmo. Revmo. Sr. Arcebispo Primaz D. Augusto Álvaro da Silva e da piedosa fundadora D. Isabel Fernandes Tude de Souza, que mandou transladar para a Igreja do Mosteiro a imagem vetusta de Nossa Senhora Mãe do Divino Pastor da antiga Sé, em que era venerada no Mosteiro do Desterro em Salvador.
A grande Festa Solene é celebrada no dia 11 de outubro, precedida tradicionalmente por uma novena ou tríduo em honra à patrona da Abadia-Paróquia.